# Kleinkastell Khirbet el-Khalde
Das Kleinkastell Khirbet el-Khalde, lateinisch Praesidium (arabisch: Khirbat, Chirba = Ruinenstätte), ist ein römisches Militärlager an der während der Regierungszeit des Kaisers Trajan (98–117) im Jahr 106 n. Chr. durch die Legio III Cyrenaica errichteten Via Traiana Nova am Limes Arabicus. Die Garnison gehörte zunächst zur Provinz Arabia und wurde während der Regierungszeit des Kaisers Diokletian (284–305) der neugegründeten Provinz Palaestina Tertia zugeschlagen. Die in dieser Fortifikation stationierte Einheit war unter anderem für die Überwachung und Sicherung eines Straßenabschnitts in dieser Grenzzone des Reiches verantwortlich. Khirbet el-Khalde befindet sich im Gouvernement Aqaba im Süden von Jordanien.

## Lage
Die zum Grenzschutz abkommandierten militärischen Verbände der römischen Streitkräfte kontrollierten an den Außenposten des Reiches Stammesbewegungen insbesondere entlang der wichtigen Migrationsrouten, da den örtlichen Grenzschutzkommandeuren das zyklische Muster des Nomadenlebens bewusst war. Die Nomadenstämme tendierten dazu, den von der Natur vorgegebenen Wegen und Trassen wie insbesondere den Wadis zu folgen, weshalb gerade dort Militärposten entstanden, wobei die fest stationierten Einheiten auch mittels berittener Patrouillendienste Überwachungs- und Sicherungsarbeit leisteten.
Am Kleinkastell Khirbet el-Khalde wurde zudem der Verkehr entlang der Via Traiana Nova kontrolliert und die Strecke vor Überfällen gesichert. Die verkehrstechnische Erschließung neuerrichteter Provinzen durch den Ausbau bereits vorhandener Wege beziehungsweise die Anlage vollständig neuer Trassen gehörte neben dem Neubau oder der Wiederbesetzung bereits vorhandener einheimischer Befestigungen zu den wichtigsten Aufgaben des Militärs. Gerade die Wachstationen und Garnisonen entlang der bedeutenden Verkehrswege, im Falle der Via Traiana Nova insbesondere auch in Hinblick auf ihre teils grenznahe Trassenführung, beleuchten den für Rom so wichtigen sicherheitspolitischen Gesichtspunkt. Damit gab das Militär dort neben seinen hoheitlichen Aufgaben wie dem Zollwesen, der straßenpolizeilichen Sicherung und dem Grenzschutz ganz allgemein ein wichtiges Signal für die anhaltende Präsenz der römischen Zentralgewalt innerhalb der Provinzen. In diesem Sinne ist auch das Praesidium (= Militärposten) Khirbet el-Khalde mit der anhängigen Karawanserei zu verstehen. Statt einer Karawanenstation übernahm in anderen Teilen des Reiches ein Mansio deren Aufgaben. Im Falle von Khirbet el-Khalde kann bereits von einer vorrömischen nabatäischen Straßenstation am Rande der sogenannten Königsstraße gesprochen werden. Dieser Wüstenstraße folgte in vielen Bereichen die jüngere, weiter ausgebaute Via Traiana Nova.
Die am Rande der Wüste Ard as Sawwan gelegene kleine Straßen- und Grenzbefestigung Khirbet el-Khalde befindet sich rund vierzig Kilometer nordöstlich der modernen Hafenstadt Aqaba auf dem Scheitelpunkt eines kleinen Sattels im Wadi Yitm. Westlich und östlich wird das in diesem Bereich nordöstlich-südwestlich verlaufende Wadi von bis zu über 1000 Meter hohen Gebirgszügen und Hügeln begleitet. Unmittelbar nordwestlich des Kleinkastells befindet sich inmitten des Tales ein solitärer, rund 15 Meter hoher Bergkegel, auf dem sich ein Wachturm befand. Die moderne asphaltierte Fernstraße R15 verläuft am nordwestlichen Rand des Wadis. Zwischen der Straße und dem rund 800 Meter entfernten Bergkegel mäandert der Trockenfluss. Nahe seinem Bett sowie an der Fortifikation vorbei, führen zwei Stromtrassen entlang. Die Via Traiana Nova verlief im Bereich des Trockenflusses. Gleichfalls nordwestlich des wachturmbesetzten Bergkegels münden drei kleinere Wadis in das Wadi Yitm und dehnen so dessen Breite auf rund vier Kilometer aus.
Praesidium erscheint auf der Tabula Peutingeriana, die nach 328 n. Chr. erstellt wurde, etwa einundzwanzig römische Meilen von ad Dianam und fünfundzwanzig römische Meilen südlich des Kastells Hauara, gegenüber dem Pernicide portum. In der Notitia Dignitatum, einem spätrömischen Staatshandbuch, das in seiner heutigen Textgestalt vermutlich zwischen 425 und 433 entstanden ist, kann dem Folio Oriens 34, 41 die Angabe Cohors quarta Frygum, Praesidio entnommen werden. Dies bezeugt die Vierte Kohorte der Phryger für Praesidium.

## Forschungsgeschichte
Der französische Epigraphiker, Ausgräber und Pater Antoine Raphaël Savignac (1874–1951) von der École biblique et archéologique française de Jérusalem sowie der britische Archäologe George Horsfield (1882–1956) besuchten die Anlage, wie Savignac 1932 berichtete. Für ihn besaß Khirbet el-Khalde einen nabatäischen Ursprung, an dessen Stelle später der römische Neubau entstand. Er erwähnte sekundär wiederverwendete Mauersteine nabatäischen Ursprungs, die sich durch ein typisches, quer gestreiftes lineares Meißelmuster von dem übrigen Baumaterial absetzten. Savignacs Feldbegehung am beziehungsweise im Kleinkastell erbrachte reichliche Fragmente römischer und byzantinischer Keramik. Feine nabatäische Ware, die ebenfalls zum Fundgut gehörte, fand sich am häufigsten um den südlichen Bereich der Anlage. Für den schottischen Luftbildarchäologen und Historiker David L. Kennedy von der University of Western Australia war Savignacs Beschreibung der Anlage auch noch 2002 unübertroffen.
Im Jahr darauf, 1936, besuchte der Biblische Archäologe Nelson Glueck (1900–1971) im Rahmen mehrjähriger Expeditionen der American Schools of Oriental Research in Jerusalem das von ihm als Khirbet el-Khaldeh bezeichnete Fundgelände. Er veröffentlichte neben einer Beschreibung auch eine Photographie des nabatäischen Meißelmusters und fand bei seiner Feldbegehung sowohl am Kastell als auch bei der angrenzenden Karawanserei zahlreiche nabatäische, römische und byzantinische Keramikfragmente, wobei offenbar die nabatäische Ware im Bereich der Karawanenstation überwog. Glueck mutmaßte, dass die heute sichtbare Bebauung mit dem Kleinkastell und der Karawanserei möglicherweise nicht derselben Zeitstellung entstammt. Der österreichisch-britische Archäologe Aurel Stein (1862–1943) war 1939 vor Ort und gab in seinem erst 1985 veröffentlichten Bericht die Grundmaße des Kastells mit 41 × 35 Metern an. Er ist der einzige Wissenschaftler, der fälschlicherweise schrieb, die Wehrtürme hätten einen runden Grundriss. Kurz nach dem Zweiten Weltkrieg besuchten der britische Diplomat, Resident und Botschafter Alec Kirkbride (1897–1978) sowie der Archäologe Gerald Lankester Harding (1901–1979), damals Direktor des jordanischen Antikendienstes, die Fundstelle und berichteten darüber 1947.
Im Jahr 1976 nahm der amerikanische Provinzialrömische Archäologe Samuel Thomas Parker mit seinem Limes-Arabicus-Survey-Project eine erste systematische Feldbegehung am Kleinkastell vor. Parker gab die Maße der Fortifikation mit 54 × 33 Metern an. Der amerikanische Orientalist und Historiker David F. Graf von der University of Miami besuchte Khirbet el-Khalde während mehrerer Gelegenheiten in den 1970er und 1980er Jahren. Um mögliche Auswirkungen der geplanten neuen Fernstraße R15 durch das Wadi zu untersuchen, fand 1992 eine Besichtigung der Fundstelle statt. Im Jahr 1995 wurde eine erneute Sondierung durchgeführt.
Zwischen dem 8. März und 7. April 2011 fanden die Feldarbeiten für das Wadi Yutm Archaeological Survey Project (WYAS) statt, die der britische Archäologe John M. Scott im Rahmen des Great Arab Revolt Projects der Universität Bristol initiiert hatte. Der jordanische Archäologe Mansour Shqairat vertrat dabei die Al-Hussein-Bin-Talal-Universität und Mohammed Thunibat zeichnete für den jordanischen Antikendienst in Aqaba verantwortlich. Das WYAS-Projekt war für Scott und den belgischen Archäologen Fabrice De Backer (Universität Wien) ausschlaggebend, um mit dem Khirbet al Khalde Archaeological Salvation Project ein neues Kapitel in der Erforschung dieses Fundorts aufzuschlagen. Insgesamt ging es jedoch darum, die während des Wadi Yutm Archaeological Survey Projects besuchten archäologischen Fundplätze näher zu untersuchen und für die Nachwelt zu erhalten. Dabei wurde die Auswahl auf jene Orte beschränkt, an denen ein klarer Bezug zu den Idumäern, Nabatäern und frühen Perioden bestand. Auch nach einer möglichen zukünftigen Zerstörung von Khirbet el-Khalde soll zumindest ein möglichst umfassender Thesaurus erhalten bleiben, durch den die erfassten archäologischen und anthropologischen Daten gesichert sind.
Die moderne Eisenbahntrasse, durch die Amman mit dem Roten Meer verbunden wird, führten die Ingenieure unmittelbar nordwestlich an das Kleinkastell heran und zerstörten damit Teile der Umfassungsmauer. Die Linienführung der Bahn stellt bis heute eine Bedrohung für den Erhalt des Fundplatzes dar. Dies liegt auch daran, dass die Trasse oft von überschweren Güterzügen befahren wird, die Phosphate zum Verladen an das Rote Meer befördert. Die dadurch verursachten Vibrationen stellen eine ernsthafte Bedrohung für die umliegenden Befunde dar. Ein weiteres Problem ergibt sich durch eine beträchtliche Zahl an Plünderern, die auf der Suche nach „Schätzen“ durch den Bahnbau angelockt wurden und den nordwestlichen Bereich des Kleinkastells sowie das Innere im Allgemeinen mit Raubschächten unwiederbringlich vernichten. Weitere massive Zerstörungen hinterließen die Verbrecher auch an den Ecken der beiden sichtbaren Bauten von Khirbet el-Khalde. Ein weiterer Punkt, der bis heute zu Verwüstungen führt, sind Aktivitäten der einheimischen Nomaden, die ihren Hinterlassenschaften, darunter auch Plastiktüten, Dosen und anderen Müll einfach bis in den hintersten Winkel der Ruinen entsorgen. Die Nomaden zerstören auch die Bausubstanz, indem sie zum Bau von Feuerstellen Baumaterial umlagern. Das Hauptproblem dieser Fundstätte liegt an dem anhaltenden Desinteresse.

## Baugeschichte

### Wasserversorgung
Die ältesten Teile der Wasserversorgung blieben mindestens vom zweiten Jahrhundert v. Chr. bis spätestens zum fünften Jahrhundert n. Chr. im Einsatz. Im Gelände zeigen sich ohne Ausgrabungen insgesamt zwei erkennbare rechteckige Ruinen am Fundort Khirbet el-Khalde, die rund 800 Meter nordwestlich der Quelle Ain Khalde errichtet wurden. Ihr Quellbach hat seinen Ursprung in einer rund 250 Meter hoch gelegenen Gebirgsbucht. Neben der Quelle lässt sich nordwestlich der Ruinenfläche zudem eine rund 12,80 × 8 Meter große Zisterne erkennen. Von diesem Speicher führt eine 15 Zentimeter breite, mit wasserdichtem Mörtel verkleidete Leitung bergab. Sie kann mit Unterbrechungen in gerader Linie über rund 540 Meter bis zur südöstlichen Umfassungsmauer des Kastells verfolgt werden. Zudem führt eine weitere Leitung zu der traditionell als Karawanserei gedeuteten kleineren Anlage.
Neben diesem Reservoir und der Quelle konnte die Wasserversorgung auch durch sechs Zisternen gesichert werden, die sich rund 500 Meter nordwestlich, am Rande des Hauptwasserlaufs des Wadi Yitm, befanden. Die Zisternen waren in drei Paare gruppiert und besaßen ein gemeinsames Auffangbecken, um Schlick und Schutt aus dem Wadi-Überlauf zu sammeln, bevor sie in die Wasserspeicher geschwemmt wurden. Die Zisternen selbst trugen ein bogengestütztes Gewölbe, das durch Steinplatten überbedeckt war. Da bei einem der drei Paare das Gewölbe zum größten Teil verstürzt ist, wurden im Inneren dicke Schichten aus wasserdichtem Mörtel (Opus signinum) sichtbar.

### Kleinkastell
Das mit seinen Schmalseiten nordwestlich-südöstlich orientierte rechteckige Kleinkastell besitzt einen Umfang von 49,50 × 32 Metern. In jeder Ecke der Umfassungsmauer befindet sich ein rund 6 × 6 Meter großer Turm, der rund 3,50 Meter aus dem Verband der Umwehrung hervorspringt. An der Umfassungsmauer selbst lassen sich zwei, vielleicht auch drei Bauphasen erkennen. Die ältesten erhaltenen Mauerteile bestehen aus grob gehauenen, mächtigen Granitblöcken, die selten quadratisch oder rechteckig ausgeformt waren und als Trockenmauerwerk hochgezogen wurden. Die vorhandenen Lücken verfüllten die Bauarbeiter mit kleineren Bruchsteinen. Wahrscheinlich blieben diese Bereiche von mindestens ab dem zweiten Jahrhundert v. Chr. bis spätestens zum siebten Jahrhundert n. Chr. in der Nutzung. Nachfolgend wurde die Umfassungsmauer in Teilen aus hochwertigen Sandsteinblöcken mit nabatäischen Meißelmarkierungen neu errichtet. Diese Bereiche waren vermörtelt und als horizontal angelegtes Schichtenmauerwerk angelegt. Dieses Mauerwerk wird der nabatäischen Zeitstellung zugeschrieben. Eine weitere Veränderung bestand aus erneut grob zugerichteten Granitblöcken, die zwar auf die älteste Mauer aufgesetzt war, aber deutlich zurückgesetzt blieben. Kennedy spekulierte, ob sich hier eine dritte Bauphase sichtbar machen könnte, doch zog er den Gedanken vor, in dieser Entwicklung lediglich eine nachträgliche Mauererhöhung zum Bestand der Phase 1 zu erkennen. Die jordanische Archäologin Maysoun Al Khouri von der Universität La Sapienza in Rom definierte 2003 Khirbet el-Khalde als Quadriburgium (Vier[türme]burg), also einen typisch spätrömischen Bautypus.
Ein archäologisch gesicherter, rund 3,50 Meter breiter Zugang in das Kastell befindet sich in der nordöstlichen Flanke und ist etwas nach Südosten aus der Mitte verschoben. Möglicherweise gab es noch einen zweiten Zugang am anderen Ende dieses Mauerzugs. Innerhalb der Umfriedung lassen sich zwei unterschiedlich große, rechteckige Innenhöfe feststellen, die durch umlaufende Raumfluchten entlang der Kurtinen begrenzt wurden. Diese Raumfluchten bestanden aus einzelnen rechteckigen Kammern, die mit ihren seitlichen Mauerzügen rechtwinklig an die Umfassungsmauer angebaut waren. Zumindest die Räume in der südwestlichen Ecke sollen eine ungefähre Breite von vier Metern besessen haben. Die nordwestliche Raumflucht des größeren, südöstlichen Innenhofs ist nicht an die Umfassungsmauer angebaut, sondern gliedert den inneren Bereich des Kastells in seine zwei Teile. Mittig in dieser nordwestlichen Raumflucht befindet sich ein Durchgang zu dem kleineren, nordwestlichen Innenhof. Ebenfalls in der Mitte des südöstlichen Hofes befindet sich ein quadratisches, rund 6,40 × 6,40 Meter großes verputztes Wasserreservoir, das von einem aus dem Südosten kommenden Kanal gespeist wird und einst überdeckt war.
Unter den Raumfluchten im nordwestliche Hof ließen sich drei nebeneinander liegende, möglicherweise vornabatäische Kammergräber mit rechteckigem Grundriss feststellen, von denen eines, das in der Nordecke der Fortifikation lag, während der römischen Nutzungsphase in ein kleines Militärbad umgebaut wurde, von dem das Praefurnium sowie die Suspensura mit den Hypokaustenpfeilern, erhalten blieb. Der Bereich ist heute leider schwer beschädigt, doch unter den Trümmern lassen sich auch noch Tubuli, charakteristische flache quadratische und runde Baukeramik, Stücke von Wandputz und Rohrfragmente feststellen. Es wird vermutet, dass die Zerstörungen durch die Nähe der Eisenbahnlinie und durch Raubgräber verursacht wurden. Militärbäder lassen sich im Nahen Osten nicht an allen Garnisonsplätzen nachweisen.

### Karawanserei
Rund 50 Meter südwestlich des Kleinkastells befindet sich ein weiterer, umwehrter Bau mit rechteckigem Grundriss, der rund 32 × 22 Meter groß ist. Das Bauwerk folgt in seiner Ausrichtung exakt den Vorgaben der Fortifikation und wurde in der Vergangenheit stets als Karawanserei angesprochen. Lediglich die Grabungsmannschaft um Scott und De Backer sehen in dem Bau ein weiteres, noch kleineres Kastell, das für eine gesonderte römische Truppe vorgesehen war. Sie datierten das Bauwerk in die Zeit von mindestens dem zweiten Jahrhundert n. Chr. bis spätestens zum sechsten oder siebten Jahrhundert n. Chr. Die das Bauwerk umfriedenden Mauern bestehen aus grob zugerichteten Granitblöcken mit einer Breite von rund 1,10 Metern und sind insgesamt ähnlich aufgebaut wie die Umfassungsmauer des Kastells. Auch hier befindet sich der Zugang mittig auf der Nordostseite, doch besitzt die Anlage keine Türme.
Der Eingang führt in einen kleinen Innenhof, der von relativ primitiv errichteten rechteckigen Räumen eingefasst wird. Auch diese Räume wurden unmittelbar an die Umfassungsmauer angebaut. An der Südostseite scheinen diese Räume länger und damit tiefer gewesen zu sein.

## Fundgut

### Keramik
Die durch Feldbegehungen aufgelesenen keramischen Scherben sowie die aus den rezenten Sondagen geborgenen Töpferwaren ergaben eine umfangreiche Sammlung, die durchweg als nabatäisch und römisch beschrieben werden konnte.
Erst durch Parkers umfangreiche Forschungen im Jahre 1976 lag eine erste quantifizierbare und systematisch ausgewertete Keramikbestimmung für Khirbet el-Khalde vor. Von 422 dort gesammelten Scherben fanden 135 Eingang in die nähere Auswertung. Die chronologischen Perioden und Datierungen richten sich nach Parkers Darstellung von 2006.
| Anzahl | Zeitstellung                            | Bemerkung                  |
| ------ | --------------------------------------- | -------------------------- |
| 35     | frührömisch-nabatäisch                  | ca. 63 v. Chr.–135 n. Chr. |
| 8      | frührömisch-nabatäisch (frührömisch IV) | ca. 73–135                 |
| 13     | spätrömisch I–II                        | ca. 135–235                |
| 31     | spätrömisch III–IV                      | ca. 235–324                |
| 21     | frühbyzantinisch                        | ca. 324–502                |
| 19     | spätbyzantinisch                        | ca. 502–636                |
| 8      | unbestimmt                              |                            |

Aufgrund des keramischen Materials erscheint wahrscheinlich, dass der Fundort Khirbet el-Khalde einen nabatäischen Ursprung hat. Parker erwähnt aus seinem Fundkomplex unter anderem cremefarbene engobierte Scherben. Der amerikanische Archäologe James A. Sauer (1945–1999) schlug ein spätbyzantinisches Entstehungsdatum (6. bis 7. Jahrhundert) für diese Waren vor, was nach Ansicht des amerikanischen Mittelalterarchäologen Benjamin J. Dolinka zumindest auf einen Teil dieser Gefäße zutraf. Parker selbst mahnte 1986 bei einer zeitlichen Zuordnung zur Vorsicht, bis „… eine stratifizierbare Abfolge dieser Keramik durch Ausgrabungen existiert“ und schlug laut Dolinka „in fast intuitiver Voraussicht“ Nordwest-Saudi-Arabien als mögliches Produktionszentrum für diese Keramiken vor.

### Münzen
Neben der Keramik fanden sich mehrere Münzen, von denen eine während der Regierungszeit des Kaisers Diokletian (284–305) gestempelt wurde und im Tor an der Nordostmauer des Kleinkastells entdeckt wurde. Je eine weitere stammte aus den Regierungszeiten der Kaiser Konstantin (306–337) und Constantius II. (337–361) in den Sondagen; eine weitere von Constantius II. wurde in einer Zisterne nordöstlich des Kastells gefunden.

### Griechische Inschrift
Glueck veröffentlichte 1939 das Photo eines von ihm 1936 entdeckten Inschriftenblocks, der nach seiner Darstellung aus dem Inneren des Kleinkastells stammte und einen griechischen Text trug. Die stark verwitterte Inschrift war kaum lesbar und es schien, dass der ursprünglich vielleicht als Grabstein genutzte Block sekundär wiederverwendet und umgeschnitten worden sein könnte. Der britische Archäologe John Henry Iliffe (1902–1960) datierte die in einer schmalen kreuzförmigen Unterteilung angebrachte Inschrift aufgrund allgemeiner Merkmale in das sechste bis siebte Jahrhundert. Im Jahr 2015 behaupteten Scott und De Backer das der Stein entgegen den Angaben des Entdeckers angeblich „außerhalb der südwestlichen Umfassungsmauer“ der Karawanserei – bei ihnen „Fort 2“ – aufgefunden worden ist. Die Inschrift wies ihren Angaben entsprechend auf eine christliche Gemeinde hin, die Khirbet el-Khalde im sechsten oder siebten Jahrhundert n. Chr. bewohnte. Der Block wurde indes nie geborgen und war vergessen, bis er 1953 während einer Studienfahrt von Studenten der École biblique et archéologique française de Jérusalem erneut kurzfristig ins Blickfeld geriet und nochmals photographiert wurde. Irgendwann nach 1953 ging der Inschriftenstein dann verloren. Ein Vergleich der Aufnahmen von 1936 und 1953 zeigt die starke Verwitterung, der dieser Stein zwischenzeitlich ausgesetzt war. Auch durch eine neuere, 2012 veröffentlichte Autopsie der Inschrift auf Basis der alten Aufnahmen durch die Althistoriker Bart Wagemakers und Walter Ameling konnten grundsätzliche Fragen zur Interpretation des Textes nicht gelöst werden. Der rechteckige Stein wies eine erhaben herausgearbeitete rechteckige Fläche auf, die zu einer grob gearbeiteten Tabula ansata gehört haben könnte. Dies wäre für eine Arbeit des sechsten bis siebten Jahrhunderts jedoch untypisch gewesen. Zudem ist unklar, ob das die Tafel durchschneidende Kreuz in eine bereits existierende Inschrift geschnitten wurde oder ob die griechischen Buchstaben um ein zuvor gehauenes Kreuz angeordnet wurden. Eindeutig ist jedoch die sekundäre Wiederverwendung des Steins. Es kann sein, dass die Buchstaben Alpha und Omega, die links und rechts unter den Kreuzarmen zu sehen waren, sogar zu einer mutmaßlichen ersten Verwendung des Steins gehört haben könnten.

## Meilensteine derVia Traiana Nova
Nach der römischen Invasion errichtete Trajan zur Erleichterung der militärstrategischen Fernverbindungen sowie der Logistik die das Land von Norden nach Süden durchquerende Via Traiana Nova, die wie im römischen Reich üblich, mit Meilensteinen ausgestattet war. Die meisten von ihnen besitzen keine eingemeißelte Inschrift und wurden zwischen dem Kleinkastell el-Quweira und Khirbet al Khalde sowie südlich davon bei Khirbet el-Kithara entdeckt. Sie werden den Kaisern Trajan (112 n. Chr.), Diokletian (293–305 n. Chr.) und Maxentius (307–308 n. Chr.) zugeschrieben. Von letzteren zwei Kaisern gibt es auch je einen Meilenstein mit einer Inschrift.